# Dictyocladium biseriale
Dictyocladium biseriale är en nässeldjursart som beskrevs av Vervoort 1993. Dictyocladium biseriale ingår i släktet Dictyocladium och familjen Sertulariidae. Inga underarter finns listade i Catalogue of Life.